# Markus Mußinghoff
Markus Mußinghoff (* 24. September 1962 in Lüdinghausen) ist ein international arbeitender bildender Künstler in den Bereichen Bildhauerei, Installationskunst, Performance, Fotografie und Film.
Markus Mußinghoff wuchs in Selm auf und lebt seit 1983 in Düsseldorf. Dort studierte er von 1983 bis 1991 an der Kunstakademie Düsseldorf bei David Rabinovitch und Erich Reusch. 1988 wurde er Meisterschüler.
1991 erhielt er den Kulturförderpreis seiner Heimatstadt Selm, 1992 das Ringenberg-Stipendium des Landes Nordrhein-Westfalen und 1993 den Kunstpreis der Stadt Nordhorn. 
Weitere Stipendien waren
- 1999 Artists in Residence, IASKA Kellerberrin, Australien;
- 2002 Gastkünstler, Verein zur Förderung künstlerischer Projekte mit gesellschaftlicher Relevanz e.V., Wiesbaden;
- 2003 Arbeitsstipendium der Stiftung Kunstfonds Bonn;
- 2004 Artists in Residence, Ein Hod, Israel; 2006 3. Holzhauersymposium, Eppstein.

1994–2003 übernahm er Lehraufträge an verschiedenen Fachhochschulen. Seit 1997 ist er Mitglied im IKG (Internationales Künstler Gremium) und war Mitglied im Kuratorium der Stiftung Kunstfonds.
Sein vielfältiges Schaffen beinhaltet neben den oben genannten künstlerischen Bereichen auch die Mitarbeit an dem mehrfach gesendeten Hörspiel „Die Folter“ (1994) sowie die Initiierung und kuratorische Betreuung künstlerischer Projekte.
Besonders hervorgetreten ist Markus Mußinghoff u. a. durch sehr große skulpturale Körper, die Raum besetzen, ihm umschließen und gliedern, zerschneiden, aber auch erst schaffen können. Sie wurden für die Ausstellungsorte speziell entworfen und gebaut. Nach Ende der Ausstellungen wurden diese Arbeiten wieder zerstört. Während diese Arbeiten fast alle in Deutschland realisiert wurden, trat er als Performance-, Video- und Installationskünstler auch im europäischen und außereuropäischen Ausland In Erscheinung, u. a. in Großbritannien, Frankreich, Polen, Serbien, der Schweiz, Indien, Australien und Israel.
Eine Reihe von Arbeiten befinden sich in Privatbesitz. Eine dauerhafte Außenarbeit befindet sich vor dem Rathaus in Selm. Die helle, unübersehbar große Betonskulptur macht Trennung und Verbindung an der Nahtstelle zweier völlig unterschiedlich gestalteter Gebäudeteile erfahrbar.